# Lythria pulveraria
Lythria pulveraria är en fjärilsart som beskrevs av Obraztsov 1934. Lythria pulveraria ingår i släktet Lythria och familjen mätare. Inga underarter finns listade i Catalogue of Life.